# Raimonds Pauls
Ojārs Raimonds Pauls (in russo О́яр Ра́ймонд Па́улс?, Ojar Rajmond Pauls; Riga, 12 gennaio 1936) è un compositore e politico lettone.

## Biografia
Persona molto prolifica, ha composto centinaia di canzoni, melodie, musical e opere teatrali. Scrisse negli anni anche diverse composizioni per Pesnja goda, il festival musicale nazionale dell'URSS. La sua opera musicale più famosa è la canzone Dāvāja Māriņa meitenei mūžiņu (dedicata alla dea Māra, la più importante della mitologia lettone), meglio conosciuta come "Un milione di rose" e resa celebre da Alla Pugačëva in una cover del 1982.
Già membro del Soviet Supremo della Repubblica Socialista Sovietica Lettone, è stato Ministro della Cultura dal 1988 al 1993 e in seguito divenne consigliere personale del Presidente Guntis Ulmanis.
Dal 1998 stato parlamentare al Saeima per il Partito Nuovo e nel 2002 per il Partito Popolare, che lo ha fatto rieleggere nel 2006.